# Guvernul Nicolae Rădescu
Guvernul General Nicolae Rădescu a fost un consiliu de miniștri care a guvernat România în perioada 6 decembrie 1944 - 28 februarie 1945. A fost ultimul guvern democratic al României până la Revoluția din 1989.

## Componența
- Președintele Consiliului de Miniștri

General Nicolae Rădescu (6 decembrie 1944 - 28 februarie 1945)
- Vicepreședintele Consiliului de Miniștri

Petru Groza (6 decembrie 1944 - 28 februarie 1945)
- Ministrul afacerilor interne

ad-int. General Nicolae Rădescu (6 decembrie - 14 decembrie 1944)
General Nicolae Rădescu (14 decembrie 1944 - 28 februarie 1945)
- Ministrul afacerilor străine

Constantin Vișoianu (6 decembrie 1944 - 28 februarie 1945)
- Ministrul finanțelor

Mihail Romniceanu (6 decembrie 1944 - 28 februarie 1945)
- Ministrul justiției

Lucrețiu Pătrășcanu (6 decembrie 1944 - 28 februarie 1945)
- Ministrul educației naționale

Ștefan Voitec (6 decembrie 1944 - 28 februarie 1945)
- Ministrul cultelor și artelor

Ghiță Pop (6 decembrie 1944 - 28 februarie 1945)
- Ministrul de război

General Ion Negulescu (6 decembrie 1944 - 28 februarie 1945)
- Ministrul producției de război

Constantin C. Brătianu (6 decembrie 1944 - 28 februarie 1945)
- Ministrul agriculturii și domeniilor

Ioan Hudiță (6 decembrie 1944 - 28 februarie 1945)
- Ministrul economiei naționale

Aurel Leucuția (6 decembrie 1944 - 28 februarie 1945)
- Ministrul comunicațiilor

Gheorghe Gheorghiu-Dej (6 decembrie 1944 - 28 februarie 1945)
- Ministrul lucrărilor publice și al refacerii

Virgil Solomon (6 decembrie 1944 - 28 februarie 1945)
- Ministrul cooperației

Gheorghe Fotino (6 decembrie 1944 - 28 februarie 1945)
- Ministrul muncii

Lothar Rădăceanu (6 decembrie 1944 - 28 februarie 1945)
- Ministrul asigurărilor sociale

Gheorghe Nicolau (6 decembrie 1944 - 28 februarie 1945)
- Ministrul sănătății și asistenței sociale

Daniel Danielopolu (6 decembrie 1944 - 28 februarie 1945)
- Ministrul naționalităților minoritare

Gheorghe Vlădescu-Răcoasa (6 decembrie 1944 - 28 februarie 1945)